# Wjatscheslaw Anatoljewitsch Alypow
Wjatscheslaw Anatoljewitsch Alypow (russisch Вячеслав Анатольевич Алыпов; * 24. Januar 1981 in Ischewsk) ist ein russischer Biathlet.
Wjatscheslaw Alypow hatte seine einzigen Einsätze auf internationaler Ebene im Jahr 2006. Seine ersten Einsätze hatte er im Rahmen der Biathlon-Europameisterschaften 2006 in Langdorf. Dort wurde er 28. des Einzels sowie an der Seite von Filipp Schulman, Dmitri Jaroschenko und Michail Kotschkin als Schlussläufer der Staffel Sechster. Im Biathlon-Europacup folgten zum Beginn der 2006/07 in Obertilliach drei Sprintrennen. Im ersten wurde er 81., im zweiten gewann er als 27. erstmals Punkte und erreichte in seinem letzten Rennen als 20. sein bestes Ergebnis in der Rennserie.